# Virtus
Virtus — центр виртуального общения, кроссплатформенный и мультипротокольный клиент, разрабатываемый компанией Rambler, на базе Adobe AIR. Virtus работает в ОС Windows, MacOS, Linux.
Доступны следующие протоколы для общения в онлайн: Mail.ru Агент, Yahoo, MSN, а также Jabber: QIP, Я.Онлайн, Google Talk, LiveJournal и других систем.
На данный момент, разработка программы прекращена, а все наработки и исходные коды были воплощены в программу «Рамблер-Контакты», сходную по возможностям. Однако, проект «Рамблер-Контакты» был также закрыт о чём сообщается на веб-странице программы.

## Дополнительные функции
- Бесплатная отправка sms
- Отправка и получение E-mail
- Чтение RSS
- Переводчик (англо-русский, немецко-русский и наоборот).